# Wilsonville (Oregon)
Wilsonville é uma cidade localizada no estado norte-americano de Oregon, no Condado de Clackamas e Condado de Washington.

## Demografia
Segundo o censo norte-americano de 2000, a sua população era de 13.991 habitantes.
Em 2006, foi estimada uma população de 16.533, um aumento de 2542 (18.2%).

## Geografia
De acordo com o United States Census Bureau tem uma área de
17,9 km², dos quais 17,4 km² cobertos por terra e 0,5 km² cobertos por água.

## Localidades na vizinhança
O diagrama seguinte representa as localidades num raio de 8 km ao redor de Wilsonville.